# Joe Bell (film)
Joe Bell è un film del 2020 diretto da Reinaldo Marcus Green ed interpretato da Mark Wahlberg, Reid Miller e Connie Britton.
Il soggetto è basato sulla storia vera di un uomo di nome Joe Bell, che nel 2013 percorse a piedi gli Stati Uniti occidentali da La Grande, nell'Oregon orientale, al Colorado, diretto a New York, per mantenere vivo il ricordo del figlio adolescente, Jadin, morto suicida nel febbraio di quell'anno dopo essere stato vittima di bullismo omofobico, e sensibilizzare gli statunitensi sul problema che questo rappresenta per la società. Il film è stato prodotto dalla società di produzione di Jake Gyllenhaal, la Nine Stories Productions, con lo stesso Gyllenhaal come produttore esecutivo.

## Trama
Nel maggio 2013, l'operaio di una fabbrica dell'Oregon, Joe Bell, sta passeggiando per l'Idaho con il figlio quindicenne Jadin. Nove mesi prima, Jadin aveva rivelato ai genitori di essere vittima di bullismo a scuola perché gay. Joe accetta la situazione, anche se spesso si sente ancora a disagio; sostiene Jadin quando si unisce alla squadra di cheerleader, ma gli chiede di allenarsi in giardino, preoccupato che i vicini possano giudicarlo.
Lungo la strada, si fermano in un ristorante dove il telegiornale parla di matrimonio tra persone dello stesso sesso. Quando due clienti fanno un commento sprezzante, Joe racconta loro della sua missione – attraversare l'America a piedi per sensibilizzare l'opinione pubblica contro il bullismo omofobico – prima di andarsene in fretta. Jadin dice a suo padre che uomini così non cambieranno e che il bullismo inizia dai loro figli, che devono essere educati adeguatamente sui suoi effetti.
Nel 2012, Jadin partecipa a una festa di Halloween e incontra Chance, un omosessuale dichiarato; si scambiano un bacio e iniziano a frequentarsi segretamente. A una partita di football della scuola, Jadin viene preso in giro da diverse persone tra il pubblico per il suo ruolo di cheerleader e i suoi genitori si alzano e se ne vanno imbarazzati. Più tardi, viene preso di mira sui social media, ma viene confortato dal fratello minore Joseph. Chance poi interrompe la loro relazione, temendo che i suoi genitori lo scoprano. Tornati in viaggio, Joe dice a Jadin di averlo sempre sostenuto nel suo ruolo di cheerleader, pur non avendolo mai dato a vedere, e i due rimettono in scena la vecchia routine di Jadin sotto la pioggia dopo aver allestito un accampamento per la notte.
Joe e Jadin arrivano a Salt Lake City, nello Utah. Si sistemano in un motel e Joe va in un bar gay, dove chiacchiera con alcuni locali e racconta loro la storia di suo figlio. Quando gli viene chiesto perché non l'abbia portato con sé, Joe dice che suo figlio è morto. Joe ha camminato da solo per tutto il tempo; la presenza di Jadin era solo nella sua mente.
La mamma di Jadin, Lola, e Joseph vanno a trovare Joe per strada. Lola mostra a Joe un biglietto lasciato sulla tomba di Jadin, una lettera di scuse scritta da uno dei ragazzi che lo avevano bullizzato. Joe reagisce con rabbia e se la prende con Joseph, lasciando sia lui che Lola sconvolti e spaventati. Quando Joe viene poi visto da alcuni abitanti del posto (dopo averlo visto in TV fare discorsi a vari eventi) e scatta delle foto con loro, Lola gli chiede se stia sfilando per Jadin o per la fama. Tornata a casa, Lola chiama Joe e gli dice di aver trovato un saggio scritto da Jadin in cui descriveva dettagliatamente le sue esperienze di bullismo ed esprimeva il suo desiderio di suicidarsi.
Nel febbraio 2013, Jadin viene aggredito negli spogliatoi della scuola da un gruppo di atleti. Joe e Lola incontrano il preside della scuola, che consiglia a Jadin di cambiare scuola o di iniziare una terapia. Jadin rifiuta in lacrime, sostenendo di non essere lui ad aver bisogno di aiuto. Il bullismo continua, soprattutto sui social media. Una mattina, Lola trova un biglietto d'addio nella camera di Jadin mentre un jogger scopre il corpo di Jadin, impiccato in un parco vicino. Lola si precipita sul posto e scopre che Jadin è già morto. Giorni dopo, Joe, sprofondato in una profonda depressione, sale in macchina con una pistola, ma Joseph lo ferma. Joe decide quindi di andare a piedi dall'Idaho a New York City, dove Jadin ha sempre desiderato vivere.
Joe chiama Lola dalla strada e le dice che non può più camminare, ma lei lo convince a proseguire per Jadin. Giorni dopo, uno sceriffo locale, Gary, ferma Joe mentre cammina sul ciglio della strada. Gli offre un pasto caldo e parlano; Gary rivela che anche suo figlio, William, è gay. Dice a Joe di non aver mai pensato che William potesse volersi togliere la vita. Joe lo esorta a dire a William che va bene essere se stesso, cosa che non ha mai detto a Jadin e di cui si pente, sapendo che dovrà conviverci per il resto della sua vita.
Joe continua a camminare e rivede Jadin. Joe si scusa e gli dice di averlo sempre amato; Jadin risponde di saperlo. Poi Joe chiama Lola e si scusa anche con lei, ringraziandola per averlo sopportato. Promette di impegnarsi di più a rimanere in contatto durante il viaggio.
Nell'ottobre 2013, Gary riceve una chiamata per un incidente stradale in Colorado e arriva sul luogo dell'incidente, dove un autista di un autoarticolato si è addormentato e ha investito un pedone sulla corsia di emergenza della US 40, uccidendolo sul colpo. La vittima si rivela essere Joe.
Il film si conclude con Joe e Jadin che si incontrano in un campo, mentre camminano insieme verso la luce del sole. Mentre scorrono i titoli di coda, vengono mostrate immagini e video della vera famiglia Bell.

## Produzione
Nell'aprile 2015, è stato annunciato che Cary Joji Fukunaga avrebbe diretto il film, scritto da Larry McMurtry e Diana Ossana.
Nell'aprile 2019, Mark Wahlberg, Reid Miller, Connie Britton, Maxwell Jenkins e Gary Sinise si sono uniti al cast del film. Reinaldo Marcus Green avrebbe diretto il film, sostituendo Fukunaga che era ancora impegnato come produttore, con Wahlberg, Jake Gyllenhaal e Stephen Levinson come produttori.
Le riprese sono iniziate il 15 aprile 2019 e si sono concluse il 24 maggio dello stesso anno.

## Distribuzione
Con il titolo provvisorio Good Joe Bell, il film è stato presentato in anteprima mondiale al Toronto International Film Festival il 14 settembre 2020. Nel maggio 2021, è stato annunciato che la Roadside Attractions ha acquisito i diritti di distribuzione del film e ne ha fissato l'uscita il 23 luglio 2021.
In Italia è stato distribuito direttamente in TV dal 14 agosto 2022 su Sky Cinema Due.

## Accoglienza

### Incassi
Il film ha incassato 674.000 dollari nel weekend di apertura, finendo 11º al botteghino.

### Critica
Su Rotten Tomatoes, il film ha un indice di gradimento del 40% basato su 127 recensioni, con una valutazione media di 5,5 su 10. Su Metacritic, ha un punteggio medio ponderato di 54 su 100, basato su 26 recensioni.